# Elezioni parlamentari in Corea del Nord del 2003
Le elezioni parlamentari in Corea del Nord del 2003 si tennero il 3 agosto, insieme alle elezioni locali,  per il rinnovo dell'Assemblea popolare suprema.
Secondo la KCNA, l'agenzia di stampa statale nordcoreana, l'affluenza fu del 99,9%, con ogni candidato che ricevette il 100% dei voti, senza opposizione.
Tutti i candidati facevano parte dell'unica coalizione legale in Corea del Nord, il Fronte Democratico per la Riunificazione della Patria.
La maggior parte delle cabine elettorali presentava manifesti che dicevano: "Partecipiamo alla votazione dei deputati all'Assemblea popolare e diamo loro il nostro sostegno!".
Nella prima sessione, il 3 novembre, Kim Jong-il venne rieletto Presidente della Commissione per gli Affari di Stato.

## Risultati
| Coalizione | Coalizione                                            | Voti | %    | Seggi |
| ---------- | ----------------------------------------------------- | ---- | ---- | ----- |
|            | Fronte Democratico per la Riunificazione della Patria |      | 100  | 687   |
| Totale     | Totale                                                |      | 100  | 687   |
| Affluenza  | Affluenza                                             |      | 99.9 |       |
| Fonte:     |                                                       |      |      |       |